# American Graffiti
American Graffiti [əˌmɛrəkən grəˌfidi] ist ein US-amerikanischer Film des Produzenten, Drehbuchautors und Regisseurs George Lucas aus dem Jahr 1973. Der überraschende kommerzielle Erfolg von American Graffiti ermöglichte die Expansion von George Lucas’ Filmgesellschaft Lucasfilm Ltd. und förderte das Ansehen des Regisseurs, auf dessen Grundlage er vier Jahre später Krieg der Sterne produzierte.
American Graffiti sollte einem autobiografischen Filmschauspiel gleichkommen, das Lucas’ eigene Jugend in seiner Geburtsstadt Modesto teilweise nacherzählt. Die Besonderheit des Films stellte damals die ungewöhnliche Filmmusik dar, bestehend aus über 40 lizenzierten Rock-’n’-Roll-Titeln.

## Handlung
Anfang September 1962 im kalifornischen Modesto: Auf einem Radio wird ein Rock-’n’-Roll-Sender eingestellt, während die Sonne über dem Schnellrestaurant Mel’s Drive-In untergeht. Terry Fields, genannt Froschauge, Steve Bolander, Curt Henderson und John Milner treffen sich auf dem Parkplatz vor dem Restaurant. Steve und Curt sind im Begriff, die Stadt zu verlassen, um auf ein College an der Ostküste zu gehen. Dies ist die letzte Nacht mit ihren Freunden.
Steve und Curt gehen zum Sock hop der neuen Oberstufenklasse des Junior College, doch John macht sich aus dem Staub, um durch die Straßen zu fahren. Terry fährt in Steves Chevrolet davon. Während Curt in einem anderen Auto mit Steve und Laurie – die seine Schwester und Steves Freundin ist – die 10th Street entlangfährt, erblickt er eine hübsche Blondine in einem weißen Ford Thunderbird. Sie schaut ihn an, ihre Lippen formen die Worte „Ich liebe dich“, dann biegt sie ab und verschwindet. Nachdem er die Tanzveranstaltung verlassen hat, wird Curt von der Halbstarkenbande The Pharaohs zur Mitfahrt in deren Wagen genötigt. Im Radio läuft die beliebte Sendung von Wolfman Jack. Er erfährt von den Gangmitgliedern, dass der Sender nicht in Mexiko, sondern am Stadtrand liegt. Nachdem Curt eine Mutprobe bestanden hat und als Mitglied der Gang aufgenommen werden soll, zieht er weiter durch die Nacht und fährt zu der Radiostation, um vom Wolfman eine Botschaft senden zu lassen. Dort angekommen, begegnet er einem bärtigen Mann, den er für den Wolfman hält, was dieser jedoch verneint. Curt reicht dem Mann die Botschaft für die Blonde im Thunderbird. Beim Rausgehen vernimmt er die Stimme von Wolfman und dreht sich um. Er sieht den Mann von eben ins Mikrofon sprechen.
Die übrigen drei Handlungsstränge enthalten Trennungen und Wiedervereinigungen. Mehr und mehr verbinden sich die einzelnen Geschichten zu einer zusammenhängenden Handlung, bis schließlich Terry und Steve an der Paradise Road stehen und zuschauen, wie sich John und Bob Falfa mit Laurie als Beifahrerin ein Rennen liefern. Aus den Autos dringen die Klänge von Green Onions von Booker T. & the M.G.’s, während sich die Autos und Zuschauer einfinden. Innerhalb von Sekunden ist das Rennen zu Ende, denn Falfa platzt ein Reifen, und er landet im Graben. Steve und John rennen zum Unfallwagen, der explodiert, unmittelbar nachdem Bob und Laurie benommen herausklettern konnten. Verstört klammert sich Laurie an Steve und fleht ihn an, sie nicht zu verlassen.
Das Läuten des Telefons einer Telefonzelle reißt Curt aus dem Schlaf. Er nimmt ab und spricht aufgeregt mit der geheimnisvollen Blondine. Sie sagt ihm, dass sie sich vielleicht abends beim Cruising sehen. Er erwidert, dass das nicht gehe. Auf dem Flugplatz verabschiedet sich Curt von seinen Eltern, seiner Schwester und seinen Freunden. Das Flugzeug hebt ab, und als Curt aus dem Fenster blickt, sieht er die Stadt und mit ihr sein bisheriges Leben entschwinden. Auf der Straße unter ihm rast ein weißer Thunderbird dahin.
Die letzte Einstellung des Films dient zur Einblendung einiger Kurzbiografien, die die Tatsache unterstreichen, dass es sich bei American Graffiti nicht um einen Ausflug ins Reich der Erinnerungen handelt. Während Curts Maschine am blauen Firmament verschwindet, werden zu den Figuren der Handlung Fotos des College-Jahrbuches eingeblendet und kurze Angaben zu ihrem weiteren Lebensweg gemacht.
John Milner wird von einem betrunkenen Autofahrer im Dezember 1964 überfahren.
Terry Fields wird seit einem Einsatz bei An Loc im Dezember 1965 als vermisst gemeldet.
Steve Bolander ist Versicherungsmakler in Modesto/Kalifornien.
Curt Henderson ist Schriftsteller und lebt in Kanada.

## Entstehungsgeschichte
Noch während der Produktion von THX 1138 (1971) legte Francis Ford Coppola, ein langjähriger Freund von George Lucas und Geschäftsführer von American Zoetrope, Lucas nahe, für das nächste Projekt etwas zu schreiben, das sich warmherzig und menschlicher anfühlte. Schon auf dem College hatte Lucas im Zuge seines Anthropologiestudiums den Gedanken gehabt, dass es sich beim Cruisen eigentlich um ein eindeutig amerikanisches Paarungsritual handelte. Lucas beabsichtigte diese Form des Flirtens, die für seine Generation typisch war, zu dokumentieren.
Lucas konzentrierte sich zudem auf bereits von ihm aufgegriffene Motive. In seinen Themenlinien „Radio“ und „Flucht“ weist American Graffiti Parallelen zu Lucas Studentenfilm The Emperor (1967) und zu seinem ersten Spielfilm THX 1138 auf. Während der Entstehung des Films musste Lucas eine Reihe von Szenen verwerfen oder ändern, die zu viele Gemeinsamkeiten im Sinne dieser thematischen Parallelen aufwiesen.
Der Film sollte die Geschichte von vier Gruppen von Jugendlichen erzählen, die in der Nacht der Handlung die Straßen ihrer Kleinstadt auf und ab fahren, und das in Zeiten eines markanten sozialen Umbruchs. Traditionelle Rock-’n’-Roll-Musik war im Begriff, von den Beat-Gruppen der sogenannten British Invasion abgelöst zu werden, während zugleich die Vereinigten Staaten im Zusammenhang mit dem Krieg in Vietnam ihre dortige Truppenpräsenz verstärkten.

### Produktion

#### Finanzierung
THX 1138 war Coppolas Vorzeigeobjekt, um zu beweisen, dass das kleine Studio American Zoetrope funktionierte und dessen Finanzierung durch Warner Bros. keine Fehlinvestition war. Als Ted Ashley, der Vorsitzende und Generaldirektor von Warner Bros., THX 1138 sah, war er enttäuscht und verärgert über den Film. Ashley ließ daraufhin am 19. November 1970 verlauten, dass Warner Bros. nicht weiter an der Zukunft von American Zoetrope teilhaben wollte. Zudem forderte man die Finanzierung in Höhe von 300.000 US-Dollar zurück. American Zoetrope stand kurz vor der Insolvenz, und Lucas war gezwungen, ein anderes Studio für American Graffiti zu suchen.
Der Rechtsanwalt Tom Pollock erkannte, wie mitgenommen Lucas von der Abfuhr war, die THX 1138 durch Warner Bros. erhalten hatte. Pollock wurde Lucas’ Rechtsberater und half ihm, seine eigene Firma zu gründen, Lucasfilm Ltd. Das filmschaffende Ehepaar Willard Huyck und Gloria Katz nahm sich die Zeit, um Lucas beim Abfassen eines fünfzehnseitigen Treatments zu unterstützen, das Finanziers für die Entwicklung des Drehbuches gewinnen sollte.
Lucas fragte den Produzenten Gary Kurtz, ob er ein Budget für American Graffiti planen könne, wobei er hoffte, dass ein Studioauftrag eine Festanstellung bei der Produktion mit sich bringen würde. Kurtz war diesbezüglich bereit, die weitere Produktion von American Graffiti zu begleiten.
Zusammen mit seinem Freund und Schriftstellerkollegen Walter Murch traf Lucas in Cannes im Zuge der Vorführung von THX 1138 auf David Picker, den Präsidenten von United Artists. Picker war so fasziniert von dem Projekt, dass er Lucas die Summe von 10.000 US-Dollar zusagte, um das Filmskript für American Graffiti zu entwickeln.

#### Drehbuch
Lucas hoffte, dass Gloria Katz und William Huyck ein fertiges Drehbuch für American Graffiti schreiben würden. Aber das Ehepaar war gerade im Begriff, mit der Arbeit für den Horrorfilm Messias des Bösen (1973) zu beginnen, so dass Lucas jemand anderes für das Abfassen des Filmskripts finden musste. Nachdem er das Problem mit Gary Kurtz durchgesprochen hatte, beschloss er, Richard Walter zu fragen, einen alten Freund von der University of Southern California.
Walter versuchte, George Lucas ein Drehbuch mit dem Titel Barry and the Persuasions anzubieten, eine Geschichte über Jugendliche an der amerikanischen Ostküste in den späten 1950er Jahren. Lucas hielt jedoch an seiner Geschichte über Teenager an der Westküste Anfang der 1960er fest. Er bot Walter jenen Betrag von 10.000 US-Dollar an, den David Picker ihm zugesagt hatte. Walter machte sich daran, das Treatment in ein Drehbuch für American Graffiti auszubauen. Lucas war entsetzt, als ihm Walter das Ergebnis seiner Arbeit präsentierte, denn auf Lucas wirkte es wie das Buch für einen Exploitationfilm. Obwohl Walter das Drehbuch anschließend umschrieb, deckten sich seine Vorstellungen nicht mit Lucas’ Vorgaben.
Nachdem Walter von Lucas ausbezahlt worden war, fehlte das Budget für die Stoffentwicklung. So war George Lucas gezwungen, das Drehbuch selbst zu verfassen. Seine erste Fassung schrieb er in drei Wochen, wobei er die vier parallelen Handlungsstränge auf den Moment zusteuern ließ, an dem sie sich miteinander verknüpften. Lucas konnte auf seine eigene Sammlung von Original-45er-Singles zurückgreifen und stellte sich für jede Szene einen bestimmten musikalischen Hintergrund vor. American Graffiti sollte der erste Film mit einem derart umfangreichen Soundtrack von Original-Rock’n’Roll-Aufnahmen sein.
Die Kosten der Lizenzgebühren für die 75 Songs, die Lucas verwenden wollte, war einer der entscheidenden Faktoren, warum United Artists das Drehbuch letztendlich ablehnte. Zudem war das Filmstudio der Ansicht, das Projekt sei zu experimentell. Lucas musste schnell einen anderen Abnehmer für das Drehbuch finden. THX 1138 hatte dem Regisseur ungewollt einen Ruf eingebracht, der nun dazu führte, dass man ihm Filmprojekte anbot, die auf dem Erfolgsmusical Hair oder der Rockoper Tommy von The Who basierten.

#### Vorproduktion
Lucas und Kurtz verstärkten ihre Anstrengungen, einen Käufer für American Graffiti zu finden, und stießen bei Universal Studios auf Interesse. Universal war zu dieser Zeit von der zwiespältigen Nachwirkung durch Dennis Hoppers Roadmovie Easy Rider (1969) geprägt worden. Ähnlich wie John Calley von Warner Bros. war Ned Tanen von Universal bereit, unabhängige Talente unter der Bedingung zu fördern, dass ihre Projekte nicht mehr als eine Million US-Dollar kosteten. Das Studio stellte für American Graffiti 775.000 US-Dollar zur Verfügung, also weniger als Lucas von Warner Bros. für THX 1138 bekommen hatte. Zudem sollte Lucas einen namhaften Schauspieler finden, durch den der Film in den Kinoanzeigen aufgewertet werden würde. Alleine wegen der anfallenden Kosten für die Lizenzgebühren für die Rock-’n’-Roll-Songs, die er für unverzichtbar hielt, konnte Lucas keinen großen Star engagieren. Lucas wandte sich an Coppola und fragte, ob er seinen Namen für American Graffiti zur Verfügung stellen würde, um Universal zu beruhigen. Coppola übernahm bereitwillig die Rolle des Produzenten.
In San Rafael wurde ein Produktionsbüro eingerichtet, und Produktionsassistent Jim Bloom wurde mit der Aufgabe betraut, die vielen Autos zu organisieren, die für die Dreharbeiten benötigt wurden. Dazu wurden Inserate für getunte Wagen aus der Zeit um 1962 in der Zeitung von Marin County platziert, und in den lokalen Radiosendern wurden entsprechende Werbespots gesendet. Am Ende standen Bloom mehr als 500 Autos zur Verfügung. Zwischen 40 und 50 Wagen kamen in die engere Auswahl für die sorgfältig choreografierten Cruising-Sequenzen, die Lucas auf den Straßen von San Rafael filmen wollte.
Eminent wichtig für die Wirkung der einzelnen Szenen war die jeweils von Lucas ausgesuchte Hintergrundmusik. Lucas hatte bezüglich der Komplikationen mit der Urheberrechts-Freigabe auch eine alternative Musikauswahl festgelegt. Der Leiter der Musikabteilung bei Universal schlug vor, die Musikstücke mit einem Orchester neu einzuspielen, um Kosten zu sparen. Da aber die Originalstücke verwendet werden sollten, schlug Universal einen einheitlichen Pauschalbetrag für alle Musiklabels vor. Die meisten Gesellschaften, die Rechte zu Songs aus Lucas’ Erstauswahl vertraten, nahmen das Angebot an. Lediglich RCA lehnte ab, was zur Folge hatte, dass Musikstücke von Elvis Presley nicht im Film Verwendung fanden.

#### Besetzung
Die Leitung des langwierigen Casting-Prozesses hatten Fred Roos und Mike Fenton. Die beiden zeigten sehr viel Geduld bei den Vorstellungsgesprächen der offenen Castings und kontaktierten die Laienspielgruppen zahlreicher High Schools.
Die Rolle von Curt Henderson wurde von Richard Dreyfuss gespielt, der bislang hauptsächlich für das Fernsehen gearbeitet hatte. Lucas war beeindruckt von Dreyfuss' einfühlsamer Interpretation der Rolle. In einer Radiodokumentation von 1978 erinnert sich der Schauspieler, dass er davon ausging, gleich nach den Probeaufnahmen die Rolle zugesprochen zu bekommen.
Der Schauspieler, den Roos für die Rolle von Steve Bolander vorgesehen hatte, war ein Kinderstar, den er noch aus der Zeit kannte, als er Besetzungschef für die CBS-Komödie The Andy Griffith Show gewesen war. Griffith spielte Andy Tayler, den Sheriff einer Kleinstadt, und Ron Howard seinen Sohn Opie. Die Serie lief von 1960 bis 1968 und nach ihrer Absetzung erhielt Howard direkt ein Engagement für die Folgeserie Mayberry RFD, die bis 1971 produziert werden sollte. Als sich die Castingdirektoren von American Graffiti an Ron Howard wandten und ihm die Rolle von Steve anboten, war dieser nicht älter als achtzehn Jahre.
Der dritte Handlungsstrang bringt dem Publikum den Charakter von John Milner näher, ein sorgengeplagter Macho, der fast die ganze Nacht mit der zwölfjährigen Carol Morrison durch die Straßen fährt. Milner war nach John Milius benannt, auch wenn Lucas klarstellt, dass die Figur nicht von seinen Freunden an der University of Southern California beeinflusst wurde, sondern von den Hot-Rod-Fanatikern, die er in Modesto gekannt hatte. Der 26-jährige Boxer Paul Le Mat gab mit dieser Rolle sein Schauspiel-Debüt.
Der vierte Erzählstrang verfolgt die Pechsträhne des Außenseiters Terry Fields, auch genannt „Froschauge“. Der achtzehnjährige Charles Martin Smith hatte zuerst die Termine beim Vorsprechen verpasst, weil er sich zur selben Zeit auf einem Wanderurlaub in England befunden hatte. Nach seiner Rückkehr nach Kalifornien wurde er im Thalberg-Gebäude von MGM von Lucas entdeckt und bekam die Rolle, die sich später, wegen der ungewöhnlichen Frisur im Film, zu einer peinlichen Lachnummer entwickeln sollte.
Den vier männlichen Hauptdarstellern wurde jeweils eine weibliche Figur zur Seite gestellt. Die Blondine am Steuer des weißen Ford Thunderbird wird von Suzanne Somers gespielt. Obwohl sich ihr Auftritt auf wenige Minuten Spielzeit beschränkt, stellt ihre Rolle eine Schlüsselfunktion dar, da sie Curt als symbolträchtige Sirenenfigur dazu verführen will, in seiner Heimat zu bleiben. Curts Schwester Laurie wird von Cindy Williams gespielt, die vor allem für ihre Hauptrolle in der langjährigen Sitcom-Serie Laverne & Shirley (1976–1983) Bekanntheit erlangte. John Milners Beifahrerin Carol wird von der 13-jährigen Mackenzie Phillips gespielt. Sie war Roos bei einem Talentwettbewerb im Troubadour Club von Los Angeles als Sängerin einer eigenen Band aufgefallen.
Bei der Rolle von Wolfman Jack, dem exzentrischen DJ des Senders XERB, entschied man sich, den Radiomoderator als sich selbst auszugeben. Den gesamten Film über ist Wolfman in den Autoradios zu hören, obwohl er in persona nur in jener Szene auftaucht, in der Curt sein Idol im XERB-Rundfunkgebäude aufsucht. Während sich Curt mit Wolfman trifft, zieht Lucas die Erzählstränge von Steve, John und Terry zusammen, indem er diese Figuren im letzten Akt am Ortsrand versammelt. John Milner wird von dem Hot-Rod-Piloten Bob Falfa, dessen Name an Lucas’ Freund Robert Dalva anknüpft, zu einem Autorennen herausgefordert. Diese kleine Rolle ging an den noch unbekannten Harrison Ford, der 1966 seine Filmkarriere mit einer Statistenrolle in Bernard Girards Krimi-Komödie Immer wenn er Dollars roch begonnen hatte. Er fuhr den aus dem Film Two-Lane Blacktop bekannten Chevrolet One-Fifty.

#### Überarbeitung des Drehbuchs
Im Verlauf der weiteren Arbeit am Drehbuch ergaben sich für Lucas Probleme mit dem Handlungsverlauf von Steve und Laurie. Beinahe zwei Jahre nach der ersten Zusammenarbeit wandte sich Lucas erneut an Willard Huyck und Gloria Katz und bat sie, an der dritten Fassung mitzuarbeiten. Das Ehepaar war zu dieser Zeit in keinem Filmprojekt involviert und erklärte sich dazu bereit, ihr Hauptaugenmerk auf die Szenen mit Steve und Laurie zu richten. Katz und Huyck schrieben innerhalb kürzester Zeit ein Drehbuch über 160 Seiten. Da der Drehplan auf lediglich 28 Drehtage ausgelegt war, war man gezwungen, einige Szenen aus der Handlung zu streichen bzw. mit anderen Szenen zusammenzufassen.
Die neue Fassung mit einem Umfang von 114 Seiten, die mit „George Lucas, Gloria Katz und Willard Huyck“ abgezeichnet und auf den 10. Mai 1972 datiert ist, trägt als Titel und Einführung die Worte „Rock-Radio ist AMERICAN GRAFFITI (Die Low-Rider-Saga)“.

#### Dreharbeiten
Lucas wählte seinen Geburtsort Modesto, eine Provinzstadt östlich von San Francisco im San Joaquin Valley, als Kulisse für den Schauplatz aus. Am 26. Juni begann die Produktion mit den Dreharbeiten zu Johns und Carols Geschichte. Da der Drehplan knapp kalkuliert war und nur wenige Tage zur Verfügung standen, reagierte Lucas verärgert, als er bemerkte, wie lange es dauerte, die Kameras an den Autos zu befestigen.
Zudem kam es zu Schwierigkeiten mit Straßenszenen. Aufgrund einer entsprechenden Anweisung des Stadtrats an die Polizei von San Rafael ließ sich der normale Straßenverkehr weder umleiten noch kontrollieren. Der Stadtrat befürchtete, das lokale Geschäftsleben könne unter den Dreharbeiten leiden, und hatte deshalb die Drehgenehmigung auf zwei Tage beschränkt. Nancy Giebink, die Aufnahmeleiterin, verhandelte mit dem Stadtrat von Petaluma, einer ähnlich aussehenden Kleinstadt 30 Kilometer nördlich von San Rafael, wo man sich kooperativer zeigte. Lucas konnte nahezu alle nachfolgenden Dreharbeiten dorthin verlegen, ohne einen Drehtag zu verlieren. Außerdem gelang es Lucas, den Stadtrat von San Rafael zu überzeugen, zwei weitere Nächte zum Filmen allgemeiner Cruising-Einstellungen zu genehmigen.
Die Dreharbeiten in Petaluma begannen am 28. Juni und gingen erheblich zügiger voran. Die dokumentarfilmartige Atmosphäre des Films wurde durch die Verwendung von Techniscope verstärkt, einer Technik, in der das Breitwandformat die körnige Bildstruktur von 16-mm-Film aufweist. Dieser Ansatz brachte jedoch Probleme mit sich. Lucas hatte THX 1138 zum Großteil ohne zusätzliche Ausleuchtung gefilmt und merkte, dass sich diese Bequemlichkeit nicht ohne Weiteres auf American Graffiti übertragen ließ. Bei Drehbeginn hatten die Läden am Straßenrand meist geschlossen, so dass Straßenlaternen und Autoscheinwerfer die einzige Beleuchtung für die Schauspieler darstellten. Die Kameramänner Ron Eveslage und Jan D’Alquen hatten Schwierigkeiten, bei der trüben Beleuchtung die erforderliche Schärfentiefe herzustellen.
George Lucas beschloss, seinen Freund und Kameramann Haskell Wexler um Rat zu fragen, der 1967 für seine Arbeit an Mike Nichols Debütfilm Wer hat Angst vor Virginia Woolf? mit dem Oscar ausgezeichnet worden war. Lucas erklärte Wexler, dass American Graffiti in Sachen Farben und Leuchtkraft einer „Jukebox“ ähneln sollte, und Wexler tat sein Möglichstes, um diese Vorstellung umzusetzen. Er simulierte Straßenlaternen, indem er den vorhandenen Laternen 1.000- und 2.000-Watt-Lampen hinzufügte, und bat die Ladeninhaber, nachts die Innenbeleuchtung brennen zu lassen, um so die Szenen auf dem Bürgersteig besser auszuleuchten. Wexler baute 12-Volt-Lampen in die Autos ein, die direkt von der Autobatterie versorgt wurden, um so die Gesichter der Schauspieler beim Cruising zu beleuchten. Neben den anderen Crew-Mitgliedern arbeitete auch Wexler unter der Dauerbelastung des Drehplans, sah die Arbeit jedoch immer als einen ehrenamtlichen Freundschaftsdienst für Lucas an. Haskell wird im Abspann von American Graffiti auch nur als visual consultant (dt.: „visueller Berater“) erwähnt.
Am 3. August fuhr Lucas mit dem Team zum Flugplatz Buchanan Field in Concord, um die Endszene des Films zu drehen. Lucas fand eine Propellermaschine, die sich noch im Flugdienst befand. Ihm gefiel der Umstand, dass sich der Name der Firma, die das Flugzeug zur Verfügung stellte, nämlich Magic Carpet Travel Services, symbolisch einsetzen ließ. Durch das Umlackieren wurde das Logo auf dem Rumpf des Flugzeugs in „Magic Carpet Airlines“ (zu dt. „Fluggesellschaft Fliegender Teppich“) verändert.
George Lucas brachte auch hier während der Dreharbeiten, wie in vielen seiner Produktionen, Anspielungen auf andere eigene Werke unter (Easter Eggs). So findet sich der Film THX 1138 hier als Kennzeichen des Autos der Figur John Milner wieder: THX 138. Die fehlende „1“ erklärt sich daraus, dass kalifornische Kennzeichen damals sechsstellig waren.

### Postproduktion
Wie auch bei Lucas’ erster Spielfilmproduktion THX 1138 war der eigenwillige und experimentelle Stil von American Graffiti der Auslöser zahlreicher Meinungsverschiedenheiten zwischen Lucas und dem Filmstudio Universal. Die Dreharbeiten verliefen ohne jede Hilfestellung oder Einmischung seitens Universal. American Graffiti war eine Low-Budget-Produktion, und der Studiomanager Ned Tanen erwartete nicht, dass dem Drama finanzieller Erfolg beschieden war.
Die Vorsitzenden von Universal konnten nur sehr wenig mit dem Titel des Films anfangen. Infolgedessen legte Universal dem Produktionsbüro von American Graffiti eine Liste von alternativen Filmtiteln vor. Der Favorit des Studios selbst war Another Slow Night in Modesto (dt.: „Noch eine träge Nacht in Modesto“). George Lucas lehnte eine Änderung des Titels jedoch ab und beharrte darauf, die Diskussion darüber bis zum Abschluss der Dreharbeiten aufzuschieben.
Ned Tanen reagierte nach einer Vorstellung der Rohfassung des Films verärgert über das Gesehene. Er fand, der Film müsse gründlich überarbeitet werden, um den gesetzten Erwartungen gerecht zu werden. Für Lucas stand nun eine neue Verhandlungsrunde mit hochrangigen Vertretern des Studios an. Coppola nutzte den Einfluss, den er mit dem Erfolg von Der Pate (1972) gewonnen hatte, und schaffte es, die Gesamtzeit der auf Verlangen des Studios herauszuschneidenden Szenen zu reduzieren. Drei Szenen gingen gänzlich verloren.

#### Schnitt
Lucas wusste von Anfang an, dass es eine Herausforderung sein würde, die ineinander verwobenen Erzählstränge von American Graffiti zu einem kohärenten Ganzen zusammenzuschneiden. Er wandte sich an die Filmeditorin Verna Fields, die zu dieser Zeit mit dem Regisseur Peter Bogdanovich zusammenarbeitete. Universal stimmte dem Vorschlag zu, und Fields nahm sich das Material vor, bevor Lucas die Dreharbeiten überhaupt abgeschlossen hatte. Die Editorin schloss den Rohschnitt ab und kehrte dann nach Rom zurück.
Nach Fields’ Abreise quälte sich Lucas mit der Struktur des Films. Das Drehbuch sah vor, dass die vier Handlungsstränge immer in der gleichen Reihenfolge präsentiert werden sollten. Diese ABCD-Struktur implizierte, dass auf eine Szene mit John Milner stets eine mit Terry folgen musste, und auf diese wiederum eine Szene mit Steve und dann eine mit Curt. Pragmatische Gründe verhinderten, eine solche Struktur auch für den Film aufzugreifen, da American Graffiti nach dem ersten Schnitt eine Länge von dreieinhalb Stunden aufwies. Im Zuge der Kürzungen, in denen anderthalb Stunden Filmmaterial verworfen wurden, wurden zahlreiche Szenen entfernt und viele andere verkürzt oder zusammengefasst. Die Filmstruktur lockerte sich schließlich so weit, dass die Szenenabfolge nicht mehr dem Schema ABCD entsprach.

#### Filmmusik
George Lucas war verantwortlich für die Auswahl der Musik, die sich aus 40 Rock-’n’-Roll-Titeln aus den 1950er- und frühen 1960er-Jahren zusammensetzte. Während des Schreibens am Drehbuch durchsuchte er seine alten Schallplatten aus der Highschoolzeit und wählte aus diesen passende Songs aus. Als Musikproduzent des Filmes fungierte Gil Rodin, die Freigabe der Musikrechte kostete etwa 80.000 US-Dollar.
Walter Murch war dafür verantwortlich, die Songs vor der Aufnahme in den Soundtrack in eine alltägliche Akustik zu mischen. Dabei orientierte er sich an seinem Verfahren, das er auch für Francis Ford Coppolas Der Pate eingesetzt hatte. Die Aufnahmen begannen im Garten von Lucas’ Haus in Mill Valley. Lucas und Murch stellten sich meist 15 Meter voneinander entfernt auf, wobei Lucas einen Lautsprecher in langsamen Bögen vor und zurück schwenkte, während die Musik spielte. Murch nahm währenddessen den Sound mit einem Mikrophon auf. Das Ergebnis waren Tonbandaufnahmen von zwei Stunden Länge, die die gesamte Wolfman-Jack-Show umfassten. Dieser „Alltagseffekt“ führte dazu, dass beispielsweise die Band Herby and the Heartbeats, die in der Turnhalle der Schule auftritt, genauso hohl und verschwommen klang, wie man es von einer Lautsprecheranlage eines ungeeigneten Veranstaltungsortes erwarten würde. Diese dokumentarische Art visueller und akustische Lebensnähe bezeichnete Lucas oft in Anlehnung an eine Formulierung Akira Kurosawas als „makellose Realität“.
Folgende Stücke sind in der Reihenfolge ihres Auftritts im Film zu hören:
- Rock Around the Clock von Bill Haley & His Comets
- Sixteen Candles von The Crests
- Gee von The Crows
- Runaway von Del Shannon
- Why Do Fools Fall in Love von Frankie Lymon & the Teenagers
- That’ll be the Day von Buddy Holly
- Fannie Mae von Buster Brown
- At the Hop von Danny & the Juniors (im Film von Flash Cadillac & the Continental Kids gespielt)
- She’s So Fine von Flash Cadillac & the Continental Kids (Eigenkomposition für den Film)
- The Stroll von The Diamonds
- See You in September von The Tempos
- Surfin’ Safari von The Beach Boys
- He’s The Great Imposter von The Fleetwoods
- Almost Grown von Chuck Berry
- Smoke Gets in Your Eyes von The Platters nach Jerome Kern/Otto Harbach
- Louie Louie von Richard Berry (im Film von Flash Cadillac & the Continental Kids gespielt)
- Little Darlin von The Diamonds
- Peppermint Twist von Joey Dee & the Starliters
- Barbara Ann von The Regents
- Book of Love von The Monotones
- Maybe Baby von Buddy Holly
- Ya Ya von Lee Dorsey
- The Great Pretender von The Platters
- Ain’t that a Shame von Fats Domino
- Johnny B. Goode von Chuck Berry
- I Only Have Eyes for You von The Flamingos nach Harry Warren
- Get a Job von The Silhouettes
- To The Aisle von The Five Satins
- Do You Want to Dance von Bobby Freeman
- Party Doll von Buddy Knox
- Come Go with Me von The Del-Vikings
- You’re Sixteen-You’re Beautiful (And You’re Mine) von Johnny Burnette
- Love Potion No. 9 von The Clovers
- Since I Don’t Have You von The Skyliners
- Chantilly Lace von The Big Bopper
- Teen Angel von Mark Dinning
- Some Enchanted Evening von Richard Rodgers (A cappella von Harrison Fords Figur gesungen)
- Crying in the Chapel von The Orioles
- A Thousand Miles Away von The Heartbeats
- Heart and Soul von The Cleftones nach Frank Loesser
- Green Onions von Booker T. Jones
- Only You (And You Alone) von The Platters
- Goodnight, Sweetheart, Goodnight von The Spaniels
- All Summer Long von The Beach Boys

### Kinostart
Der US-Kinostart von American Graffiti erfolgte am 1. August 1973 und der Erfolg des Films überstieg schnell George Lucas’ Erwartungen, die sich nach dem Flop von THX 1138 stark in Grenzen hielten. Die Kritiker bei Universal verstummten, als ihre Investition in Höhe von 775.000 US-Dollar in Kinos auf der ganzen Welt einen Umsatz von über 118 Millionen US-Dollar einspielte.
Lucas hatte 70.000 US-Dollar für seine zweijährige Arbeit als Regisseur erhalten, aber seine Anteile an den Nettoeinnahmen machten ihn zum Millionär. Er teilte seinen neuen Reichtum, indem er Ertragsanteile an diverse Teilnehmer weitergab, wie zum Beispiel Haskell Wexler und Wolfman Jack. Zusätzlich war der Wert von Lucasfilm Ltd. bis Jahresende auf rund vier Millionen US-Dollar gestiegen.

## Synchronisation
Die deutsche Synchronfassung entstand 1974 bei der Berliner Synchron unter Dialogregie von Joachim Kunzendorf nach einem Dialogbuch von Ursula Herwig.
| Rolle                                         | Schauspieler         | Dt. Synchronstimme     |
| --------------------------------------------- | -------------------- | ---------------------- |
| Curt Henderson                                | Richard Dreyfuss     | Hans-Georg Panczak     |
| Steve Bolander                                | Ron Howard           | Michael Wuerden        |
| John Milner                                   | Paul Le Mat          | Ulrich Gressieker      |
| Terry „Froschauge“ (engl.: „The Toad“) Fields | Charles Martin Smith | Joachim Tennstedt      |
| Laurie Henderson                              | Cindy Williams       | Marion Martienzen      |
| Debbie Dunham                                 | Candy Clark          | Hansi Jochmann         |
| Carol Morrison                                | Mackenzie Phillips   | Monika Pawlowski       |
| Wolfman Jack, Radiomoderator                  | Wolfman Jack         | Günter Pfitzmann       |
| Bob Falfa                                     | Harrison Ford        | Hans-Jürgen Dittberner |
| Joe Young, Pharao                             | Bo Hopkins           | Manfred Lehmann        |
| Ants, Pharao                                  | Beau Gentry          | Wolf Roth              |
| Wendy                                         | Deby Celiz           | Barbara Hampel         |
| Mr. Wolfe, Highschool-Lehrer                  | Terence McGovern     | Joachim Pukaß          |
| Mr. Gordon, Ladenbesitzer                     | Scott Beach          | Edgar Ott              |

## Kritiken
„In einer amerikanischen Kleinstadt, 1962, erleben einige junge Menschen in einer Nacht den Schwebezustand zwischen Jugend und Erwachsenwerden. Eine bittersüße, nostalgische Reminiszenz an vergangene Jugendträume der späteren Vietnam-Generation, atmosphärisch dicht, mit viel alter Pop-Musik und charmanten Darstellern inszeniert.“

„Produzent Francis Ford Coppola und sein Protegé und Ex-Regieassistent George Lucas schufen eine ausgesprochen amüsante und scharfsinnige, autobiographisch gefärbte Teenager-Komödie […] Schon die Besetzungsliste ist kaum zu übertreffen: Richard Dreyfuss und Ron Howard, Paul Le Mat als Bad Boy mit Brillantine im Haar, Cindy Williams, Candy Clark, Charles Martin Smith, der legendäre Rock ’n’ Roll DJ Wolfman Jack […] Die Jungtalente brachten eine Menge Energie, Komik, Authentizität und Können ein – großartig aufgefangen von Kameramann Haskell Wexler, einem von Lucas’ frühen Mentoren […] In seinem zweiten Regiewerk demonstrierte Lucas einen Charme und eine Wärme, die er in seinem kühlen, futuristischen Debutfilm THX 1138 vermissen ließ.“

## Auszeichnungen
Oscar 1974
- Nominierungen in den Kategorien Beste Regie (George Lucas), Bester Schnitt (Verna Fields, Marcia Lucas und George Lucas), Bestes Originaldrehbuch (Gloria Katz, Willard Huyck und George Lucas), Bester Film (Francis Ford Coppola) und Beste Nebendarstellerin (Candy Clark)

Golden Globe Award 1974
- Golden Globe in der Kategorie Bester Film – Komödie oder Musical (Francis Ford Coppola)
- Golden Globe in der Kategorie Bester Nachwuchsdarsteller (Paul Le Mat)
- Nominierungen in den Kategorien Bester Hauptdarsteller – Komödie oder Musical (Richard Dreyfuss) und Beste Regie (George Lucas)

weitere Auszeichnungen
- 1973: Leopard in Bronze des Internationalen Filmfestivals von Locarno (George Lucas)
- 1974: Directors Guild of America: Award-Nominierung für die beste Regie (George Lucas)
- 1974: New York Film Critics Circle Award für das beste Drehbuch (Gloria Katz, Willard Huyck und George Lucas)
- 1995: Aufnahme in das National Film Registry

## Fortsetzung
Im Auftrag von George Lucas produzierte Howard G. Kazanjian, ein alter Freund aus der University of Southern California, die Fortsetzung von American Graffiti. Für das Drehbuch und die Regie war Bill L. Norton zuständig, der vor allem durch sein Drama Cisco Pike (1971) bekannt geworden war. Lucas selbst übernahm lediglich die Herstellungsleitung. Der Film mit dem Titel The Party is over… Die Fortsetzung von American Graffiti startete am 3. August 1979 in den amerikanischen Kinos.
Die Handlung von The Party is Over… Die Fortsetzung von American Graffiti war in vier Erzählstränge aufgeteilt, die sich streng nach dem Schema ABCD richteten, das Lucas schon beim ersten Film anzuwenden plante. Im Film werden die weiteren Schicksale der Hauptpersonen von American Graffiti behandelt, wodurch die ursprüngliche Besetzung mit Candy Clark, Bo Hopkins, Ron Howard, Paul Le Mat, Mackenzie Phillips, Charles Martin Smith und Cindy Williams erhalten blieb. Die komplizierte Verschachtelung von Zeitebenen erschwerte das Verständnis, so dass viele Zuschauer der komplexen Handlung nicht folgen konnten und noch vor Filmende die Kinovorstellung verließen. Das Einspielergebnis des Vorgängers konnte bei weitem nicht erreicht werden. Der Film galt als Flop, da er an den US-amerikanischen Kinokassen nur knapp das Dreifache seiner Produktionskosten einbrachte.